# Air Kivu
Kivu Air est une compagnie aérienne de la République démocratique du Congo. La compagnie charter, créée en 1997, est basé à Goma, Bukavu et Bujumbura. Elle est interdite de vol en Europe.

## Flotte
- CASA 212/200
- Short Skyvan
- Cessna Grand Caravan C208
- Piper PA-30 Twin Comanche